# 袁世凯像开国纪念币

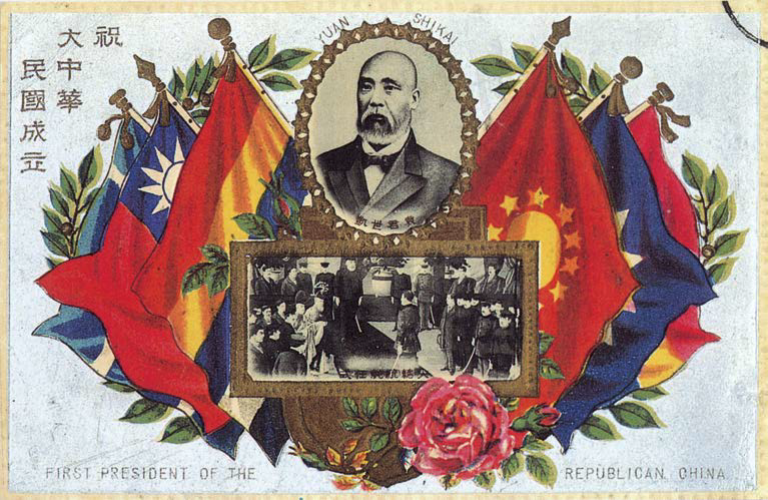
《东方》杂志1912年4月1日第八卷第十号插图，《沧粟集》所藏摄影作者在最初版本还下表袁世凯出山之像

中华民国开国纪念币，有别于其它同名币种，称袁世凯像开国纪念币，俗称大胡子币。大胡子币虽然发行量极为稀少，但在泉界知名度极高，盖因发行时间、印制地点和人物原型俱不明确，自1945年以来各方就对大胡子是袁世凯还是程德全展开了长达半个世紀的辩论，最终以袁世凯像说占上风。

## 样式与成色
大胡子币正反面存在内外平行的两道圈，其中内圈为弦纹，外圈为珠圈；正面中心为向左平视的大胡子七分头像，上下分别为“中华民国”“开国纪念币”字样，左右则为细枝花卉；背面中心同黎元洪像开国纪念币，正中间为“壹圆”，下方左右各环绕麦穗和豆，上下分别刻“THE REPUBLIC OF CHINA”“ONE DOLLAR”。相较黎元洪像，大胡子币英文略大，同时尺寸一般银币的36毫米左右大，约在40毫米左右，但厚度相应则缩至2毫米。关于大胡子币的发行与流通，有南京铸造和苏州铸造两种说法，另外发行量又有40枚和29枚的说法，应该都属于正式发行前的样币，尚未进入流通领域，但市场接受其为流通货币。根据耿爱德指出，在他个人收藏中存在四种版别。